# Vicente Martín (artista)
Vicente Martín (Montevideo, 22 de diciembre de 1911-22 de octubre de 1998) fue un pintor y docente uruguayo.

## Biografía
Ingresa al Círculo de Bellas Artes en 1938 donde estudia con Guillermo Laborde para luego ingresar al Taller Torres García en 1946.
En 1947 viaja a Europa y asiste a los cursos de pintura en la Academia Grande Chaumiere de París (Francia) durante un año.  Viaja a Italia y Francia entre 1964 y 1965, y en el año 1974 vuelve a Italia y Francia y viaja a Estados Unidos.
Sus obras se encuentran presentes en el Museo Nacional de Artes Visuales, Museo de Arte Contemporáneo de Chile y en el Museo de Arte Moderno de Brasil.

## Premios
- 1938- 3.er. Premio Salón Nacional de Bellas Artes (Uruguay).
- 1939- Mención Salón Nacional de Bellas Artes (Uruguay).
- 1940- Mención Salón Nacional de Bellas Artes (Uruguay).
- 1941- Premio Alejandro Gallinal, Salón Nacional de Bellas Artes (Uruguay).
- 1942- Premio Compañía de Navegación, Salón Nacional de Bellas Artes.
- 1943- Premio Casa Carrau, Salón Nacional de Bellas Artes (Uruguay).
- 1944- Premio Caja de Ahorro Postal, Salón Nacional de Bellas Artes (Uruguay).
- 1945- Premio Paula Koenigsberg, Salón Nacional de Bellas Artes (Uruguay).
- 1947- Mención Especial, Salón Nacional de Bellas Artes (Uruguay).
- 1951- 3.er. Premio, Salón Nacional de Bellas Artes (Uruguay).
- 1953- 2.º Premio, Salón Nacional de Bellas Artes (Uruguay).
- 1954- 2.º Premio, Salón Nacional de Bellas Artes (Uruguay).
- 1955- Premio F. Bauzer, Salón Nacional de Bellas Artes (Uruguay).
- 1956- 2.º Premio, Salón Nacional de Bellas Artes (Uruguay).
- 1958- 2.º Premio, Salón Nacional de Bellas Artes (Uruguay).
- 1959- Gran Premio Medalla de Oro, Salón Nacional de Bellas Artes (Uruguay).
- 1959- 1.er Premio Exposición Internacional de Punta del Este (Uruguay).
- 1960- Mención Especial, II Bienal Interamericana de México (México).
- 1962- Mención Especial, I Bienal Sudamericana de Córdoba I.K.A. (Argentina).
- 1964- Beca a Europa de la Comisión Nacional de Bellas Artes (Uruguay).
- 1964- Gran Premio Artistas Extranjeros Sulmona delle Arti (Italia).
- 1965- Gran Premio Inca (Uruguay).
- 1966- Gran Premio Inca (Uruguay).[2]